# Joachim Dietrich Brandis
Joachim Dietrich Brandis (født 12. marts 1762 i Hildesheim, død 29. april 1845) var en dansk læge, far til Christian August Brandis. 
Brandis studerede i Göttingen, hvor han tog doktorgraden 1786. Han praktiserede forskellige steder og udgav flere skrifter, der gjorde ham ret kendt, deriblandt Ueber die Lebenskraft (1795). 
Fra 1803 var han medecinsk professor i Kiel, hvor han blandt andet virkede for oprettelsen af det slesvig-holstenske sundhedskollegium, indtil han 1810 flyttede til København som livlæge hos dronningen. Han opnåede her hurtig en stor anseelse og fik en meget stor praksis. 
Desuden fortsatte han sin litterære virksomhed, sluttende sig til den tyske naturfilosofi, og hans arbejder, der røber ikke ringe skarpsindighed, skaffede ham så stor anseelse også i udlandet, at han ved sit 50-års doktorjubilæum ikke alene fik et jubeldiplom fra Göttingen, men også æresdiplomer fra Københavns og Kiels Universitet. 